# وادي خالد
وادي خالد هي منطقة لبنانية في قضاء عكار في محافظة عكار. تقع في تجمع للقرى يسمى الدريب الأعلى.

## موقعهاو مميزاتها
تقع منطقة «وادي خالد» على الحدود الشمالية الشرقية للبنان، في قضاء عكار.

## جغرافية المنطقة
يحدُها من الشمال والشرق: سوريا ومن الغرب: سهل البقيْعة ومشتى حمود ومشتى حسن، ومن الجنوب جبل أكروم. تتألَف من أكثر من عشرين قرية تقاربت فيما بينها حتى تكاد تتلامس بفعل الكثافة السكانية للمنطقة فعلى سبيل المثال بين قريتي حنيدر والمجدل، فيما مضى، أي قبل حوالي ثماني سنوات لم نكن نجد منازل على طول المسافة الممتدة بينهما، أما الآن، فقرية جديدة تم استحداثها وهي قرية حرب عارة أو عاتة كما ورد في بعض الكتب التاريخية.

## تاريخها الحديث
لقد كان تجمع شباب وادي خالد الوطني أول من طالب بتجنيس أهل وادي خالد، ونذكر شعار التجمع في تلك الفترة من الثمانينات والتسعينات: لبنانيون هل أخذنا حقوقنا كاملة في إشارة إلى التجنيس والجنسية ولقد قوبل قرار تجنيس وادي خالد بموجات احتجاج  و ذلك لأن المواطنين هم من العرب النور و ليسوا لبنانيين

## التعليم
في وادي خالد ثلاث ثانويات والعديد من المدارس الابتدائية تقريباً مدرسة أو أكثر في كل قرية إضافة إلى مهنية !! نسبة التعليم في وادي خالد تتجاوز الثمانين بالمئة ونسبة الاغتراب لتحصيل الشهادات العليا أصبحت كثيرة والمغتربين موزعين على أغلب دول العالم: تركيا، ألمانيا، إيطاليا، فرنسا، كندا، روسيا، أوكرانيا.....

## المناخ
مناخها حارَ في الصَيف وبارد في الشَتاء ورطب في جميع الفصول مع رياح قوية تسمى بالشرقية.

## أصل التسمية
حمل الوادي اسم «خالد» وهو جدُ عشيرة عربية من عرب العنزة.      ويُروى أن خالد ابن الوليد مرَّ بهذه المنطقة بعد معركة اليرموك وانتصاراته الكبيرة في الشام، فسميت باسمه ويُقال أن جيشه عطش فضرب الصَخرة بسيفه، فاستجاب الله له، وفجر «نبع الصَفاء» الذي صار يُعدُ منطقةً سياحيَة وجذابة لكل زائر للمنطقة، لما فيه من مناظر خلابة ومطاعم على جانبيه.
تشهد منطقة «وادي خالد» تطوراً ملحوظا في عدد المدارس والثانويات، والطلاب. فالحركة العلمية تزداد يوماً بعد يوم، ويشهد على ذلك العديد من الحائزين على إجازات من الجامعات الخاصَة والرسمية فمنهم المعلمين والمعلمات والأطباء والصيادلة والمهندسين ورجال الأعمال. وكذلك تنتشر في المنطقة أكثر من 25 جمعيَة نسائية وزراعية وغيرها.

## خطوط الهاتف والكهرباء
يكاد لا يخلو منزل في المنطقة من هاتف ثابت أو خلوي هذا عدا عن الهواتف العموميَة والهواتف الموجودة في المحلات التجارية. فالهواتف بالإضافة إلى الكهرباء باتت تشكل عصب الحياة في منطقة عانت من الحرمان والنسيان لفتراتٍ طويلة من القطاعين الخاصَ والعام.

## بلداتها
يتوزع السكان على البلدات التالية:
- حنيدر

القرية ما قبل الأخيرة باتجاه سورية، تقع على مفترق طرق، الأول يؤدي إلى قرية الكنيسة والثاني إلى قرية قرحة والاثنان ينتميان إلى وادي خالد، وتشكل هذه القرى الثلاث ما يعرف بالوعر
- قرحة
- رجم بيت حسين
- رجم بيت عيسى
- رجم بيت خلف
- العماير
- المقيبلة
- كنيسة
- البقيعة
- حارة بني صخر
- خط البترول
- كرم زبدين
- العوادة
- جرمنايا
- الهيشة
- الرامة
- ضهر العوادة
- الفرض
- البعلية
- المحطة
- الكلخة
- المجدل
- الساعد